# Syngnathus floridae
El pez pipa prieto (Syngnathus floridae) es una especie de pez de la familia Syngnathidae en el orden de los Syngnathiformes.

## Morfología
Los machos pueden alcanzar 25 cm de longitud total.

## Reproducción
Es ovovivíparo y el macho transporta los huevos en una bolsa ventral, la cual se encuentra debajo de la cola.

## Hábitat
Es un pez de mar y de clima subtropical  que vive hasta 22 m de profundidad.

## Distribución geográfica
Se encuentra desde Bermuda y Chesapeake Bay (Estados Unidos) hasta Panamá, incluyendo el norte del Golfo de México, las Bahamas  y el oeste del Mar Caribe.